# Partido Coronel Dorrego
Coronel Dorrego ist ein Partido an der Atlantikküste der Provinz Buenos Aires in Argentinien. Laut einer Schätzung von 2019 hat der Partido 15.285 Einwohner auf 5.818 km². Der Verwaltungssitz ist die Ortschaft Coronel Dorrego.

## Orte
Coronel Dorrego ist in 8 Ortschaften und Städte, sogenannte Localidades, unterteilt.
- Coronel Dorrego (Verwaltungssitz)
- Oriente
- El Perdido
- Aparicio
- San Román
- Balneario Marisol
- Irene
- Faro